# Mangabe (Betsiboka)
Mangabe is een plaats en commune in het noordwesten van Madagaskar, behorend tot het district Maevatanana, dat gelegen is in de regio Betsiboka. Tijdens een volkstelling in 2001 telde de plaats 15.835 inwoners.
De plaats biedt naast lager onderwijs ook middelbaar onderwijs aan. 65 % van de bevolking werkt als landbouwer, 15 % houdt zich bezig met veeteelt en 20 % verdient zijn brood als visser. Het belangrijkste landbouwproduct is uien; andere belangrijke producten zijn mais en rijst. 